# Frans I av Frankrike
Frans I (franska: François Ier), född 12 september 1494 i Cognac i Charente, död 31 mars 1547, var kung av Frankrike 1515–1547. Han var son till Karl av Angoulême och Louise av Savojen, kusin till Ludvig XII och far till Henrik II.

## Biografi
Frans hörde till huset Valois, en gren av den capetingiska ätten. Han brukar räknas som den förste franske renässanskungen och hans regeringstid innebar en viktig utvecklingsfas i den franska konsthistorien.
När den unge Frans tillträdde tronen 1515 började han odla bilden av sig själv som en humanistisk kung. Hans två företrädare, Karl VIII och Ludvig XII, hade tillbringat mycken tid i Italien men tog aldrig åt sig av den konstnärliga och kulturella utvecklingen som ägde rum. De la emellertid grunden för renässansens utbredning i Frankrike.
De italienska krigen innebar en lång period av kulturellt utbyte mellan de två länderna samtidigt som Frans fick sin utbildning av informatorer som inspirerades av de italienska idéerna, till exempel Desmoulins, professor i latin, och Christophe de Longeuil. Man kan knappast säga att Frans fick en utbildning i humanismens anda men bland annat genom påverkan från sin mor, som var intresserad av renässanskonsten, fick Frans en uppväxt som gjorde honom mer mottaglig för de nya idéerna än hans föregångare. Vid tiden för hans trontillräde hade renässansens idéer redan fått spridning i Frankrike, och genom frikostiga beställningar påskyndade Frans utvecklingen. Han lockade över flera ledande konstnärer från Italien av vilka de mest kända var Andrea del Sarto och Leonardo da Vinci. Andra var guldsmeden Cellini, konstnärerna Rosso och Primaticcio som alla bidrog till de omfattande beställningarna vid de kungliga slotten. Frans skapade också en stor italiensk konstsamling med konstnärer som Michelangelo, Tizian och Rafael som idag utgör en central del av samlingarna på Louvren.
Frans gjorde sig också känd som en bildad man. Han anställde humanisten Guillaume Budé som intendent vid det kungliga biblioteket, och samtidigt som bibliotekets samlingar växte öppnade Frans dess dörrar för allmänheten för att sprida kunskap i sitt rike.
Frans var en engagerad byggherre. Han fullföljde sina föregångares projekt vid slotten i Amboise och Blois och initierade själv slottet i Chambord som var starkt influerat av den italienska renässansen och vars planer delvis utförts av Leonardo. Frans lät också bygga om Louvren som omvandlades från en dyster medeltida borg till ett praktfullt renässansslott, och för att ytterligare sprida renässansarkitekturen lät han uppföra ett nytt stadshus i Paris; uppförde Château de Madrid och lät bygga om Château de Saint-Germain-en-Laye. Hans allra största projekt blev emellertid slottet Fontainebleau som blev hans huvudresidens. Alla dessa projekt försågs med överdådiga dekorationer såväl utvändigt som invändigt.
Som militär och politiker var Frans mindre framstående. Han förlorade kampen om titeln tysk-romersk kejsare och fortföljde krigen i Italien där han led ett svårt nederlag i slaget vid Pavia och blev tillfångatagen av Karl V. Han hölls fången i Madrid och tvingades till betydande eftergifter i Italien och frigavs inte förrän kronprinsen Frans (som avlider innan han hinner bli kung) och hans bror (blivande Henrik II) utlämnats i utbyte. Väl tillbaka i Frankrike avsade Frans sig alla löften under förevändningen att de givits under tvång. Den nya gisslan fick köpas loss mot en stor summa pengar.
Frans understödde 1524 invånarna i Lyon som sjösatte Giovanni da Verrazanos expedition till Nordamerika som ledde till att Newfoundland knöts till den franska kronan. 1534 skickade Frans Jacques Cartier uppför floden Saint Lawrence i Québec för att "upptäcka vissa öar och länder där det sägs finnas stora mängder guld och andra dyrbara ting".
I sitt slott i Villers-Cotterêts i Aisne undertecknade han 1539 det edikt som gjorde franskan till Frankrikes officiella språk istället för latin och som också ålade prästerna att föra register över alla människor som föddes.
Frans ingick en informell, ohelig allians med osmanska riket, ett samarbete som innebar att de två stormakterna mer effektivt kunde bekämpa den spanska flottan i Medelhavet.
Frans tillförde Frankrike mycket prestige med sina slottsbyggen men destabiliserade samtidigt den franska ekonomin. Hans företrädare hade efterlämnat ett rike vid god ekonomisk vigör med en stark kungamakt, och även om Frans fortsatte att stärka kronans ställning underminerade han nationens finanser kanske framför allt genom krigen mot Habsburgarna. Frans bemötte situationen genom att höja skatten: la taille, skatten på bönderna, fördubblades och la gabelle, skatten på salt, tredubblades. Frans var också den kung som började sälja ut kronans tillgångar och egendom för att finansiera sin politik. Även om han inte missbrukade detta var det början på en utveckling som på sikt innebar att den franska administration försvagades samtidigt som den steg för steg effektiviserades.
Frans dog 31 mars 1547 och begravdes tillsammans med sin första hustru Claude av Frankrike i basilikan Saint-Denis. Han efterträddes av sin son Henrik II.
Gift först med Claude av Frankrike 1514; sedan, 1529, med Eleonora av Österrike, dotter till Johanna den vansinniga, änka efter Manuel I av Portugal, äktenskapet var barnlöst.
Frans I:s mätress var hertiginnan av Étampes.

## Familj

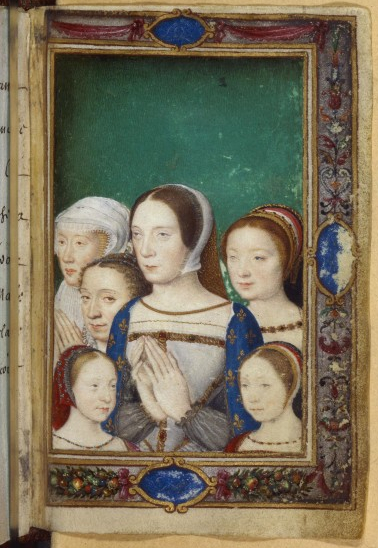
Frans I:s drottning Claude och döttrarna Louise, Charlotte, Madeleine och Marguerite

Den 18 maj 1514 gifte sig Frans med Claude av Frankrike, hertiginna av Bretagne (1499 – 1524), hon var dotter till Ludvig XII, kung av Frankrike och Anna av Bretagne. Paret fick sju barn:
- Louise (1515–1517)
- Charlotte (1516–1524)
- François, dauphin av Frankrike (1518–1536)
- Henri (1519–1559) gift 1533 med Katarina av Medici (1519–1589)
- Madeleine (1520–1537), gift 1537 med Jakob V av Skottland (1512–1542)
- Charles, hertig av Orléans (1522–1545)
- Marguerite, hertiginna av Berry (1523–1574) gift 1559 med Emmanuel Philibert av Savojen (1528–1580).

Ett erkänt barn utanför äktenskapet, Henri de la Rue.

## Anfäder
|                      |  |  |  |  |  |  |  |                   |  |  |  |  |  |  |  |                      |  |  |  |  |  |  |  | Ludvig I av Orléans   |
|                      |  |  |  |  |  |  |  |                   |  |  |  |  |  |  |  |                      |  |  |  |  |  |  |  |                       |
|                      |  |  |  |  |  |  |  |                   |  |  |  |  |  |  |  | Johan av Angoulême   |  |  |  |  |  |  |  |                       |
|                      |  |  |  |  |  |  |  |                   |  |  |  |  |  |  |  |                      |  |  |  |  |  |  |  |                       |
|                      |  |  |  |  |  |  |  |                   |  |  |  |  |  |  |  |                      |  |  |  |  |  |  |  | Valentina Visconti    |
|                      |  |  |  |  |  |  |  |                   |  |  |  |  |  |  |  |                      |  |  |  |  |  |  |  |                       |
|                      |  |  |  |  |  |  |  | Karl av Angoulême |  |  |  |  |  |  |  |                      |  |  |  |  |  |  |  |                       |
|                      |  |  |  |  |  |  |  |                   |  |  |  |  |  |  |  |                      |  |  |  |  |  |  |  |                       |
|                      |  |  |  |  |  |  |  |                   |  |  |  |  |  |  |  |                      |  |  |  |  |  |  |  | Allan IX av Rohan     |
|                      |  |  |  |  |  |  |  |                   |  |  |  |  |  |  |  |                      |  |  |  |  |  |  |  |                       |
|                      |  |  |  |  |  |  |  |                   |  |  |  |  |  |  |  | Margareta av Rohan   |  |  |  |  |  |  |  |                       |
|                      |  |  |  |  |  |  |  |                   |  |  |  |  |  |  |  |                      |  |  |  |  |  |  |  |                       |
|                      |  |  |  |  |  |  |  |                   |  |  |  |  |  |  |  |                      |  |  |  |  |  |  |  | Margareta av Bretagne |
|                      |  |  |  |  |  |  |  |                   |  |  |  |  |  |  |  |                      |  |  |  |  |  |  |  |                       |
| Frans I av Frankrike |  |  |  |  |  |  |  |                   |  |  |  |  |  |  |  |                      |  |  |  |  |  |  |  |                       |
|                      |  |  |  |  |  |  |  |                   |  |  |  |  |  |  |  |                      |  |  |  |  |  |  |  | Ludvig I av Savojen   |
|                      |  |  |  |  |  |  |  |                   |  |  |  |  |  |  |  |                      |  |  |  |  |  |  |  |                       |
|                      |  |  |  |  |  |  |  |                   |  |  |  |  |  |  |  | Filip II av Savojen  |  |  |  |  |  |  |  |                       |
|                      |  |  |  |  |  |  |  |                   |  |  |  |  |  |  |  |                      |  |  |  |  |  |  |  |                       |
|                      |  |  |  |  |  |  |  |                   |  |  |  |  |  |  |  |                      |  |  |  |  |  |  |  | Anna av Cypern        |
|                      |  |  |  |  |  |  |  |                   |  |  |  |  |  |  |  |                      |  |  |  |  |  |  |  |                       |
|                      |  |  |  |  |  |  |  | Lovisa av Savojen |  |  |  |  |  |  |  |                      |  |  |  |  |  |  |  |                       |
|                      |  |  |  |  |  |  |  |                   |  |  |  |  |  |  |  |                      |  |  |  |  |  |  |  |                       |
|                      |  |  |  |  |  |  |  |                   |  |  |  |  |  |  |  |                      |  |  |  |  |  |  |  | Karl I av Bourbon     |
|                      |  |  |  |  |  |  |  |                   |  |  |  |  |  |  |  |                      |  |  |  |  |  |  |  |                       |
|                      |  |  |  |  |  |  |  |                   |  |  |  |  |  |  |  | Margareta av Bourbon |  |  |  |  |  |  |  |                       |
|                      |  |  |  |  |  |  |  |                   |  |  |  |  |  |  |  |                      |  |  |  |  |  |  |  |                       |
|                      |  |  |  |  |  |  |  |                   |  |  |  |  |  |  |  |                      |  |  |  |  |  |  |  | Agnes av Burgund      |
|                      |  |  |  |  |  |  |  |                   |  |  |  |  |  |  |  |                      |  |  |  |  |  |  |  |                       |